# 링반데룽
링반데룽(Ringwanderun)은 한국에서 제작된 박종영 감독의 2001년 드라마, 스릴러 영화이다. 김도연 등이 주연으로 출연하였다.

## 출연

### 주연
- 김도연
- 최미애
- 임성희

## 제작진
- 프로듀서: 안동학
- 조명: 이귀봉
- 음향: 나상인
- 미술: 윤은아